# Droga klasy Z
Droga klasy Z – droga zbiorcza – jedna z klas dróg publicznych według podziału wprowadzonego przez Rozporządzenie Ministra Transportu i Gospodarki Morskiej w sprawie warunków technicznych, jakim powinny odpowiadać drogi publiczne i ich usytuowanie (Dz.U. z 2016 r. poz. 124). Rozporządzenie określa jakie wymagania techniczne i użytkowe powinna spełniać droga tej klasy. Dla klasy Z dopuszcza się trzy prędkości projektowe na terenie zabudowanym i poza terenem zabudowanym: 40, 50 i 60 km/h. Drogi klasy Z mogą należeć do kategorii dróg powiatowych; w wyjątkowych przypadkach również dróg gminnych lub dróg wojewódzkich.
| Najmniejsza szerokość drogi w liniach rozgraniczających [m]                       | jednojezdniowej                                     | 2 pasy ruchu                                        | 20                         |                            |                            |
| Najmniejsza szerokość drogi w liniach rozgraniczających [m]                       | dwujezdniowej                                       | 4 pasy ruchu                                        | 30                         |                            |                            |
| Najmniejsza szerokość drogi w liniach rozgraniczających poza terenem zabudowy [m] | jednojezdniowej                                     | 2 pasy ruchu                                        | 20                         |                            |                            |
| Najmniejsza szerokość drogi w liniach rozgraniczających poza terenem zabudowy [m] | dwujezdniowej                                       | 4 pasy ruchu                                        | 30                         |                            |                            |
| Szerokość pasa ruchu [m]                                                          | na terenie zabudowy                                 | na terenie zabudowy                                 | 2,75–3,5                   |                            |                            |
| Szerokość pasa ruchu [m]                                                          | poza terenem zabudowy                               | poza terenem zabudowy                               | 3,0–3,5                    |                            |                            |
| Minimalne odległości między skrzyżowaniami [m]                                    | na terenie zabudowy                                 | na terenie zabudowy                                 | 300                        |                            |                            |
| Minimalne odległości między skrzyżowaniami [m]                                    | poza terenem zabudowy                               | poza terenem zabudowy                               | 500                        |                            |                            |
| Szerokość pobocza gruntowego [m]                                                  | Szerokość pobocza gruntowego [m]                    | Szerokość pobocza gruntowego [m]                    | 1,0                        |                            |                            |
| Szerokość pobocza utwardzonego [m]                                                | Szerokość pobocza utwardzonego [m]                  | Szerokość pobocza utwardzonego [m]                  | 2,0                        |                            |                            |
| Minimalna odległość chodnika od krawędzi jezdni [m]                               | Minimalna odległość chodnika od krawędzi jezdni [m] | Minimalna odległość chodnika od krawędzi jezdni [m] | bezpośrednio przy krawędzi | bezpośrednio przy krawędzi | bezpośrednio przy krawędzi |
| Minimalna wysokość skrajni drogi [m]                                              | Minimalna wysokość skrajni drogi [m]                | Minimalna wysokość skrajni drogi [m]                | 4,6                        |                            |                            |